# Романенко Дмитро Васильович (воїн)
Дмитро́ Васи́льович Романе́нко (25 листопада 1978, Київ, Українська РСР — 12 серпня 2016, Попасна, Луганська область, Україна) — старший солдат Збройних сил України, учасник війни на сході України.

## З життєпису
Водій-кулеметник (9-й окремий мотопіхотний батальйон, 59-та окрема мотопіхотна бригада).
Загинув у бою під час атаки російських бойовиків.
Похований у м. Київ.

## Нагороди
Указом Президента України № 23/2017 від 3 лютого 2017 року «за особисту мужність, виявлену у захисті державного суверенітету та територіальної цілісності України, самовіддане виконання військового обов'язку» нагороджений орденом «За мужність» III ступеня (посмертно).